# Smocza Jama
Smocza Jama (polský výraz pro dračí doupě či dračí sluj) je vápencová jeskyně na vrchu Wawel v Krakově. Díky své poloze v srdci bývalého polského hlavního města a díky spojení s legendárním Wawelským drakem je v Polsku dobře známá.

## Morfologie
Smocza Jama má dva vstupy, jeden přírodní a druhý umělý – bývalou studnu z 19. století. Tyto vchody jsou propojeny třemi většími jeskynními sály. Boční chodba, objevená roku 1974, vede ke katedrále svatého Stanislava a svatého Václava. V podzemních jezírkách žije vzácný trogloditický korýš Niphargus tatrensis, relikt třetihorní mořské fauny. Smocza Jama má délku 276 metrů a výškový rozdíl činí 15 metrů.

## Historie
Ve 13. století krakovský biskup Wincenty Kadłubek napsal ve své knize Chronica seu originale regum et principum Poloniae, že: „V zákoutích jisté skály žilo divoké a kruté zvíře, které někteří lidé nazývali drakem. Pro jeho nenasytnost bylo potřeba určitý počet kusů dobytka podle daného dne. Pokud lidé zapomněli toto monstrum nakrmit, museli přinést oběť. Byli potrestáni tím, že museli poskytnout stejný počet lidí. Krak neschopný unést takovouto katastrofu, protože miloval zemi z níž pocházel více než své vlastní děti, tajně povolal své syny, přednesl jim své plány a dal jim rady. „Tito lidé jsou nepřátelé odvahy“ – řekl – „zbabělci, nepřátelé moudrosti – nerozumní, nepřátelé mládí – lenivci. Neboť není to odvaha, pokud je to zbabělost, není to moudrost, pokud je to nerozumné, není to mládí, pokud je to lenost. Navíc, pokud se nenaskytne žádná příležitost k prokázání odvahy, člověk si ji musí vymyslet. Kdo by tedy odmítl slávu, která přichází sama od sebe, leda že by sám byl zbabělý! Přesto však blaho občanů, které je bráněno a chráněno, navždy vítězí. Člověk by se neměl strat jen o sebe, když je ohrožena společnost. Proto je na vás… abyste se vyzbrojili a zabili toho netvora, je na vás, abyste se mu postavili…“
Jeskyně Smocza Jama byla prvně zmíněna na přelomu 12. století v Polské kronice (Chronica Polonorum), která je také zdrojem první známé verze pověsti o Wawelském drakovi, později rozvinuté Janem Długoszem a Marcinem Bielskim. Jméno jeskyni bylo prvně dáno v roce 1551 v díle Kronika wszystkeigo swiata od Marcina Bielského. V 16. a 17. století ve vchodu do jeskyně a v ní působil nechvalně známý veřejný dům. Ten sloužil jako inspirace básníkům jako byl Jan Andrzej Morsztyn. 
V 18. století byl Wawel opevňován. Uvnitř jeskyně byly vztyčeny pilíře, které podpírají zdi nad jeskyní, a hlavní vchod byl zazděn. Dva zbývající malé otvory byly zazděny v roce 1830. Jeskyně byla znovu otevřena roku 1842 a byla zpřístupněna široké veřejnosti. V roce 1972 byla před vchodem do jeskyně postavena socha Wawelského draka od Bronislawa Chromého, která chrlí oheň. 